# Evansville (Indiana)
Evansville es una ciudad situada en el condado de Vanderburgh, Indiana, Estados Unidos. Tiene una población estimada, a mediados de 2022, de 115 749 habitantes.
Es la sede del condado.
Está ubicada en el sur del estado, sobre la orilla derecha del río Ohio, que la separa de Kentucky.
Tiene una altitud promedio de 122 metros sobre el nivel del mar y se localiza a 233 km de Indianápolis y 408 km de Fort Wayne.
Es la tercera ciudad más grande por población del estado de Indiana y la ciudad más grande del sur de Indiana.
La ciudad fue fundada en 1812, está situada en una curva en el río Ohio y es a menudo referida como «la ciudad del río». Una de las atracciones más populares de la ciudad es Bally's Evanville, el primer casino del estado. Evansville es también sede de la Universidad de Evansville y de la Universidad de Southern Indiana.

## Historia
La ciudad de Evansville fue fundada por inmigrantes a principios del siglo XIX. Está situada en una curva sobre el río Ohio. Como testimonio de la belleza de Ohio, los primeros exploradores franceses la llamaron La Belle Riviére (El río hermoso). El 27 de marzo de 1812, Hugh McGary Jr. compró las tierras para establecer lo que él mismo llamó McGary's Landing. En 1814, para atraer a más personas, McGary rebautizó su pueblo como Evansville en honor del coronel Robert Morgan Evans, un oficial bajo el mando del entonces general William Henry Harrison en la guerra de 1812.
Evansville pronto se convirtió en una ciudad comercial próspera, con un importante comercio fluvial. Fue incorporada en 1819 y recibió una carta puebla en 1847. La construcción del Canal de Wabash y Erie, que conecta los Grandes Lagos hasta el río Ohio, provocó en gran medida el crecimiento acelerado de la ciudad. El canal fue finalmente terminado en 1853, mismo año en que el primer ferrocarril se estableció en Evansville con el nombre de Evansville and Crawfordsville Railroad y se abrió paso hacia Terre Haute como primer destino.
Durante la Segunda Guerra Mundial, Evansville era el productor más grande de LST (buques tanque de aterrizaje). La ciudad también produjo una versión específica de la P-47 Thunderbolt conocido como el P-47D, que eran ensamblados en una fábrica construida para este fin durante la guerra. La fábrica fue utilizada más adelante para la fabricación de electrodomésticos Whirlpool, principalmente refrigeradores. Estos aviones fueron producidos también en Farmingdale en Long Island, Nueva York. A las naves producidas en Evansville se les dio el sufijo "-Ra", mientras que a los aviones Farmingdale se les dio el sufijo "-Re". La ciudad produjo un total 6.242 P-47, casi la mitad de la P-47 usados durante la guerra, y 167 LST.
En la década de 1950, la producción industrial en la ciudad se expandió a un ritmo rápido. Culturalmente, Evansville evolucionó con la construcción de subdivisiones en los confines de la ciudad. Este cambio en la población llevó a otras novedades, la compra comenzó a cambiar desde el centro de la ciudad en centros comerciales suburbanos. En 1963, Washington Square Mall se convirtió en el primer centro comercial cerrado en el estado de Indiana.
Durante el último tercio del siglo XX, Evansville se convirtió en el centro comercial, médico y de servicios para la región. Un impulso económico en 1990 comenzó por el crecimiento de la Universidad de Southern Indiana. La llegada de los gigantes Toyota y el establecimiento de plantas de AK Steel, así como el surgimiento del Casino Aztar (hoy Bally's Evanville), contribuyeron al crecimiento del empleo.
El 6 de noviembre de 2005, un tornado F3 afectó a la zona de Evansville y mató a 25 personas. El tornado se inició en Kentucky, y cruzó el río Ohio. Golpeó Ellis Park Racecourse, East Brook Mobile Home Park y Newburgh, dejando un rastro de destrucción de más de 64 km. El desastre natural dejó un daño valuado en US$ 85 millones. Después del tornado de noviembre de 2005, el oficial de coordinación de la Agencia Federal de Manejo de Emergencias señaló que "no creo haber visto jamás una comunidad de personas que haya salido tan rápidamente para ayudarse unos a otros. Todas las comunidades se reúnen después de un desastre, pero esto es excepcional".

## Economía
Evansville ha sido durante mucho tiempo un centro industrial (madera en primer lugar, seguido por la producción de automóviles, productos químicos y aluminio). El carbón es primordial para abastecer las plantas de energía en Indiana. En la década de 1920, era la segunda ciudad en producción de camiones pesados en los Estados Unidos. Durante la Segunda Guerra Mundial fueron montados barcazas que sirvieron en el desembarco aliado en Normandía del 6 de junio de 1944. La automotriz Toyota se estableció en la ciudad en 1998. La ciudad ha experimentado muchos cambios en la década del 2000: se construyen nuevos edificios como el New Old National Bank o el grupo de energía Vedna.

## Geografía
La localidad está ubicada en las coordenadas 37°59′16″N 87°32′05″O / 37.98778, -87.53472 (37.987737, -87.534705). Según la Oficina del Censo, la ciudad tiene una superficie total de 123.93 km², de los cuales 122.65 km² corresponden a tierra firme y 1.28 km² están cubiertos de agua.

### Clima
| Parámetros climáticos promedio de Evansville International Airport | Parámetros climáticos promedio de Evansville International Airport | Parámetros climáticos promedio de Evansville International Airport | Parámetros climáticos promedio de Evansville International Airport | Parámetros climáticos promedio de Evansville International Airport | Parámetros climáticos promedio de Evansville International Airport | Parámetros climáticos promedio de Evansville International Airport | Parámetros climáticos promedio de Evansville International Airport | Parámetros climáticos promedio de Evansville International Airport | Parámetros climáticos promedio de Evansville International Airport | Parámetros climáticos promedio de Evansville International Airport | Parámetros climáticos promedio de Evansville International Airport | Parámetros climáticos promedio de Evansville International Airport | Parámetros climáticos promedio de Evansville International Airport |
| Mes                                                                | Ene.                                                               | Feb.                                                               | Mar.                                                               | Abr.                                                               | May.                                                               | Jun.                                                               | Jul.                                                               | Ago.                                                               | Sep.                                                               | Oct.                                                               | Nov.                                                               | Dic.                                                               | Anual                                                              |
| ------------------------------------------------------------------ | ------------------------------------------------------------------ | ------------------------------------------------------------------ | ------------------------------------------------------------------ | ------------------------------------------------------------------ | ------------------------------------------------------------------ | ------------------------------------------------------------------ | ------------------------------------------------------------------ | ------------------------------------------------------------------ | ------------------------------------------------------------------ | ------------------------------------------------------------------ | ------------------------------------------------------------------ | ------------------------------------------------------------------ | ------------------------------------------------------------------ |
| Temp. máx. abs. (°C)                                               | 24.4                                                               | 26.1                                                               | 30.6                                                               | 32.8                                                               | 36.7                                                               | 40                                                                 | 43.9                                                               | 40.6                                                               | 40                                                                 | 34.4                                                               | 28.3                                                               | 25                                                                 | 43.9                                                               |
| Temp. máx. media (°C)                                              | 4.2                                                                | 7.4                                                                | 13.6                                                               | 19.6                                                               | 25.1                                                               | 30.1                                                               | 31.9                                                               | 31                                                                 | 27.4                                                               | 21.1                                                               | 13.2                                                               | 6.7                                                                | 19.3                                                               |
| Temp. mín. media (°C)                                              | −5.2                                                               | −3.2                                                               | 1.8                                                                | 6.6                                                                | 12.2                                                               | 17.5                                                               | 19.9                                                               | 18.4                                                               | 13.9                                                               | 7                                                                  | 2.2                                                                | −2.8                                                               | 7.3                                                                |
| Temp. mín. abs. (°C)                                               | −29                                                                | −31                                                                | −23                                                                | −5                                                                 | −2.2                                                               | 5                                                                  | 8.3                                                                | 6.1                                                                | −0.6                                                               | −6.1                                                               | −18                                                                | −26                                                                | −31                                                                |
| Precipitación total (mm)                                           | 73.9                                                               | 78.7                                                               | 109                                                                | 113.8                                                              | 127.3                                                              | 104.1                                                              | 95.3                                                               | 79.8                                                               | 75.9                                                               | 70.6                                                               | 106.2                                                              | 89.9                                                               | 1124.5                                                             |
| Nevadas (cm)                                                       | 11.7                                                               | 9.7                                                                | 5.1                                                                | 1                                                                  | 0                                                                  | 0                                                                  | 0                                                                  | 0                                                                  | 0                                                                  | 0.5                                                                | 1                                                                  | 6.9                                                                | 35.8                                                               |
| Días de precipitaciones (≥ 0.01 in)                                | 10.5                                                               | 9.1                                                                | 11.8                                                               | 12.0                                                               | 11.8                                                               | 10.0                                                               | 8.3                                                                | 7.3                                                                | 7.5                                                                | 7.8                                                                | 9.9                                                                | 10.7                                                               | 116.7                                                              |
| Días de nevadas (≥ 0.1 in)                                         | 4.7                                                                | 3.3                                                                | 1.9                                                                | .2                                                                 | 0                                                                  | 0                                                                  | 0                                                                  | 0                                                                  | 0                                                                  | .1                                                                 | .5                                                                 | 2.6                                                                | 13.3                                                               |
| Horas de sol                                                       | 142.6                                                              | 149.7                                                              | 201.5                                                              | 234.0                                                              | 282.1                                                              | 318.0                                                              | 322.4                                                              | 303.8                                                              | 249.0                                                              | 223.2                                                              | 144.0                                                              | 127.1                                                              | 2697.4                                                             |
| Fuente n.º 1: NOAA (normals, 1971−2000), HKO (sun, 1961−1990)      |                                                                    |                                                                    |                                                                    |                                                                    |                                                                    |                                                                    |                                                                    |                                                                    |                                                                    |                                                                    |                                                                    |                                                                    |                                                                    |
| Fuente n.º 2: ThreadEx (extremes 1897−2010)                        |                                                                    |                                                                    |                                                                    |                                                                    |                                                                    |                                                                    |                                                                    |                                                                    |                                                                    |                                                                    |                                                                    |                                                                    |                                                                    |

## Ciudades hermanas
Evansville tiene tres ciudades hermanas, designadas por Sister Cities International, Inc.
| Escudo | Ciudad      | Localización                           | País     | Establecimiento |
| ------ | ----------- | -------------------------------------- | -------- | --------------- |
|        | Osnabrück   | Distrito de Osnabrück, Baja Sajonia    | Alemania | 1998            |
|        | Tochigi-Shi | Prefectura de Tochigi, Región de Kantō | Japón    | 1999            |
|        | Tizimín     | Municipio de Tizimín, Yucatán          | México   | 2011            |